# Montecosaro
Montecosaro là một đô thị ở tỉnh Macerata ở vùng Marche, có vị trí cách khoảng 35 km về phía đông nam của Ancona và khoảng 15 km về phía đông của Macerata. Tại thời điểm ngày 31 tháng 12 năm 2004, đô thị này có dân số 5.435 người và diện tích là 21,7 km².
Đô thị Montecosaro có các frazione (các đơn vị trực thuộc) Montecosaro Scalo o Borgo stazione.
Montecosaro giáp các đô thị: Civitanova Marche, Montegranaro, Montelupone, Morrovalle, Potenza Picena, Sant'Elpidio a Mare.